# Blackbolbus inconsuetus
Blackbolbus inconsuetus är en skalbaggsart som beskrevs av Lea 1915. Blackbolbus inconsuetus ingår i släktet Blackbolbus och familjen Bolboceratidae. Inga underarter finns listade.